# سوكورو أسيولي
سوكورو أسيولي (بالبرتغالية: Socorro Acioli‏) هي صحفية وُلِدت في فورتاليزا، سيارا في عام 1975. حاصلة على درجة الماجستير في الأدب البرازيلي، وتتابع الدراسة حاليًا لنيل درجة الدكتوراه في الدراسات الأدبية بجامعة فلومينينس الجامعية في ريو دي جانيرو. بدأت حياتها المهنية في عام 2001 ومنذ ذلك الحين نشرت كتبًا من مختلف الأنواع، مثل السير الذاتية فري تيتو (2001) وراشيل دي كيروز (2003) وقصص الأطفال القصيرة وروايات الشباب. في عام 2006 جرى اختيارها للمشاركة في ورشة عمل بعنوان «كيف تحكي قصة»، التي أجراها الفائز بجائزة نوبل غابرييل غارثيا ماركيث في مدرسة سان أنطونيو دي لوس بانيس الدولية للسينما والتلفزيون في كوبا. تم اختيارها بواسطة ماركيث بنفسه بناءً على ملخص رواية A cabeça do santo / The Head of Saint ، التي نشرت في المملكة المتحدة في عام 2014 وفي الولايات المتحدة في عام 2016. في عام 2007 كانت باحثة زائرة في مكتبة الشباب الدولية في ميونيخ، ألمانيا. كما ألقت محاضرات في عدة دول مثل البرتغال وبوليفيا والرأس الأخضر. وهي أيضًا مترجمة وكاتبة ومدرسة نظرية أدبية.
أول رواياتها للشباب هي رواية Vende-se uma família/A Family for Sale عائلة للبيع (شركة النشر بيروتا، 2007)، والتي تروي قصة صداقة بين ألفارو، نجل صاحب أكبر مزرعة في أكويراز، سييرا وبينيسيو، إحدى عاملات المزرعة. حيث أصبحا أصدقاء في طفولتهما المبكرة ويتم فصلهما بعد بيع ماريا لواندا والدة بنيسيو. وفقًا للمدرس والناقد الأدبي فرناندا كوتينهو، فإنها رواية «تتدفق بسرعة، متتبعةً خطوات الأخوة حتى مرحلة البلوغ، مع الحفاظ باستمرار على فضول القارئ حول ما سيأتي، وفي الوقت نفسه تجعل القارئ ينظر إلى صورة للعائلة البرازيلية من خلال عادات الأجيال الثلاثة. تدل أوراق الألبوم على الطقوس الأفريقية والشعوب الأصلية مثل فنون الدواء، والإيمان بالقوة السحرية للأعشاب، والغناء والرقص، كتعبير عن الفرح والعزاء، ومراسم الجنازة، وطقوس الاستماع ورواية القصص كمصادر التغذية الروحية».
تعد رواية A bailarina fantasma (شركة Biruta للنشر، 2010)،  وفقًا للناقد الأدبي Marisa Lajolo تحفة فنية لجميع الأعمار، دون موانع. كما تتداخل الحقيقة والخيال في كل رواية جيدة، نجد في قصة أنابيلا تداخل الحقيقة والخيال بدقة عالية، بحيث لا يكاد القارئ يدرك متى يبدأ أحدهما وينتهي الآخر.
أما رواية Inventário de Segredos / Inventory of Secrets (شركة Biruta للنشر، 2010)، فهي رواية شبابية عن الأدب، تروي فيها قصة مدينة من خلال الكشف عن الأسرار الرئيسية لسكانها. وفقًا للكاتب مارينا كولاسانتي، «العلاقة مع أدب الأوتار رائعة، وسلسلة السرد تعمل بشكل جيد للغاية، ويتم التعامل مع موضوع الإثارة مع الفكاهة التي يتطلبها هذا النوع.»
وأما روايتها «رأس القديس» (Hot Key Books ، 2014) فهي أول رواية لها باللغة الإنجليزية للشباب، ترجمها دانييل هان.

## قائمة مؤلفاتها
| السنة | العنوان بالبرتغالية                           | العنوان بالإنجليزية            | العنوان بالعربية                                    |
| 1984  | O pipoqueiro João                             | João's Popcorn Stand           | حامل الفشار João                                    |
| 2001  | Frei Tito                                     | Frei Tito                      | فراي تيتو                                           |
| 2003  | Rachel de Queiroz                             | Rachel de Queiroz              | راشيل دي كيروز                                      |
| 2004  | Bia que tanto lia                             | The Readmaniac Bia             |                                                     |
| 2005  | É pra ler ou pra comer?                       | May I Read or Swallow It?      | هل أقرأها أم ابتلعها؟                               |
| 2005  | A casa dos Benjamins                          | The House of Weeping Figs      | بيت التين الباكي                                    |
| 2006  | O peixinho de Pedra                           | Little Stone Fish              | ليتل ستون فيش                                       |
| 2006  | O anjo do lago                                | The Angel of the Lake          | ملاك البحيرة                                        |
| 2007  | Vende-se uma família                          | Family for Sale                | عائلة للبيع                                         |
| 2008  | O mistério da professora Julieta              | The Mystery of Teacher Julieta | سر المعلم جولييتا                                   |
| 2008  | Tempo de Caju                                 | Cashew Season                  | موسم الكاجو                                         |
| 2009  | A rendeira Borralheira                        | Borralheira, the Seamstress    | بوراليرا الخياطة                                    |
| 2010  | A Bailarina Fantasma                          | The Phantom Ballerina          | راقصة الباليه الوهمية                               |
| 2010  | Inventário de Segredos                        | Inventory of Secrets           | جرد الأسرار                                         |
| 2014  | Head of the Saint, translation by Daniel Hahn | published in English           | رأس القديس، ترجمة دانييل هان نشرت باللغة الإنجليزية |

## الجوائز
- Melhor Obra Inédita de Literatura Infantil - Secretaria de Cultura do Estado do Ceará 2005
- Selo Altamente Recomendável - FNLIJ 2006، 2007 e 2008

## روابط خارجية
- صفحتها على فيسبوك
- شاهد A Bailarina Fantasma (The Phantom Ballerina) booktrailer
- مدونتها
- جورنال يا بوفو
- دياريو دو نورديست